# Chironomus clarus
Chironomus clarus är en tvåvingeart som beskrevs av Hirvenoja 1962. Chironomus clarus ingår i släktet Chironomus och familjen fjädermyggor. Arten har ej påträffats i Sverige. Inga underarter finns listade i Catalogue of Life.